# Fingering

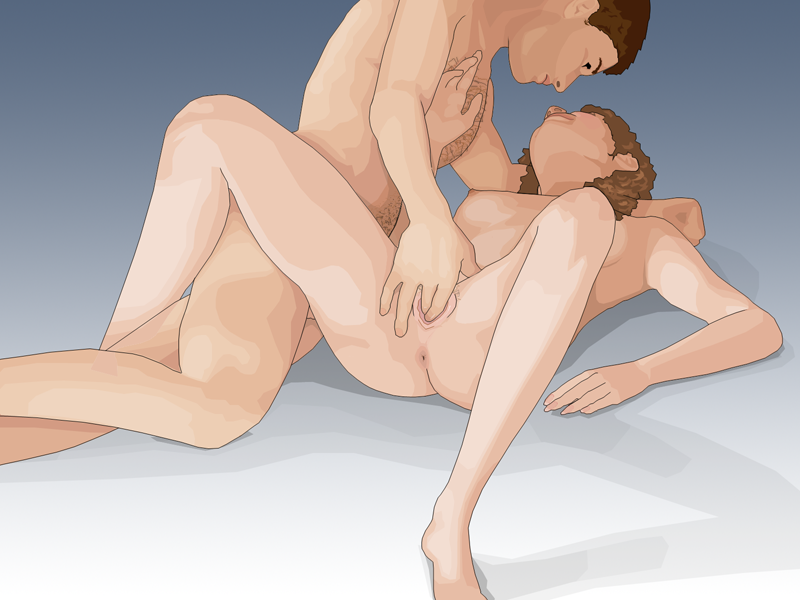

Dedear, dedeo, hacer(se) dedos o hacer(se) un dedo (en inglés fingering) es típicamente el uso de los dedos o las manos para estimular sexualmente la vulva (incluyendo el clítoris) o la vagina. Si bien la práctica es probablemente tan antigua como la humanidad, no existe en el español un término universalmente aceptado para referirse a ella, y es llamada de diferentes formas, a menudo coloquiales, en diferentes regiones y países (p. ej., a veces es llamado «meter mano» o «dar dedo»). El término fingering viene del inglés, una transposición a verbo del sustantivo finger (dedo). En contextos médicos o legales, el fingering vaginal es llamado «penetración digital» o «penetración digital de la vagina». El fingering también puede incluir el uso de los dedos para estimular sexualmente el ano. 
La manipulación manual (genital) del clítoris, la vulva, la vagina o el ano puede involucrar a uno o más dedos, y se hace generalmente con el fin de la excitación sexual y estimulación sexual. Puede constituir el encuentro sexual completo o puede ser parte de la masturbación mutua, con juegos previos u otras actividades sexuales. 
Es análogo a handjob, la estimulación manual del pene. Estas actividades proporcionan placer sexual, y se pueden utilizar como relaciones sexuales sin penetración.